# Orazio Samacchini
Orazio Samacchini (Bolonha, 20 de Dezembro de 1532 — Bolonha, 12 de Junho de 1577) foi um pintor italiano do final da Renascença e do Maneirismo, que trabalhou em Roma e Parma e em sua cidade natal.  
Nasceu e morreu em Bolonha. Amigo íntimo de Lorenzo Sabbatini, Samacchini viajou para Roma onde participou da decoração do Palácio Apostólico, junto com Taddeo Zuccari e seu irmão. Voltou para Bolonha onde foi influenciado por Pellegrino Tibaldi. 